# She's Not There
"She's Not There" é a canção de estreia da banda britânica The Zombies. A canção alcançou o número vinte no UK Singles Chart em agosto de 1964, e entrou no top dez dos Estados Unidos. No Canadá, alcançou o número dois.
A revista Rolling Stone dá a "She's Not There" o lugar de número 297 na sua lista das "500 Greatest Songs of All Time".

## Versões cover
- The Litter incluiu a canção em seu álbum de estreia, Distortions
- Vanilla Fudge fez o mesmo no álbum de 1967.
- Um grupo chamado The Road gravou a canção em  1969.
- A versão solo de Colin Blunstone sob o nome "Neil MacArthur" foi lançada em 1969, alcançando a  posição 34 no UK singles chart.
- "About Her", mash-up feito por Malcolm McLaren de "She's Not There" com Bessie Smith cantando "St. Louis Blues" de W. C. Handy, foi incluído na trilha do filme Kill Bill de Quentin Tarantino.
- O elenco da série Glee gravou a canção em fevereiro de 2011 para o episódio The Sue Sylvester Shuffle.
- Nick Cave e Neko Case gravaram uma versão de She's Not There para o seriado True Blood.